# Mistrzostwa Europy w Lekkoatletyce 2012 – skok o tyczce mężczyzn
Skok o tyczce mężczyzn – jedna z konkurencji rozegranych podczas lekkoatletycznych mistrzostw Europy na Stadionie Olimpijskim w Helsinkach.

## Terminarz
| Data       | Godzina |            |
| ---------- | ------- | ---------- |
| 30 czerwca | 13:15   | Eliminacje |
| 1 lipca    | 16:15   | Finał      |

## Rekordy
Tabela prezentuje rekord świata, rekord Europy, rekord mistrzostw Europy, a także najlepsze rezultaty na świecie i w Europie w sezonie 2012 przed rozpoczęciem mistrzostw.
|                          | Zawodnik         | Wynik | Miejsce    | Data                  |
| ------------------------ | ---------------- | ----- | ---------- | --------------------- |
| Rekord świata            | Serhij Bubka     | 6,14  | Sestriere  | 31 lipca 1994(dts)    |
| Listy światowe           | Malte Mohr       | 5,91  | Ingolstadt | 22 czerwca 2012(dts)  |
| Listy europejskie        | Malte Mohr       | 5,91  | Ingolstadt | 22 czerwca 2012(dts)  |
| Rekord mistrzostw Europy | Rodion Gataullin | 6,00  | Helsinki   | 11 sierpnia 1984(dts) |
| Rekord Europy            | Serhij Bubka     | 6,14  | Sestriere  | 31 lipca 1994(dts)    |

## Rezultaty

### Eliminacje
| Poz. | Grupa | Zawodnik               | Reprezentacja   | 5.10 | 5.30 | 5.40 | 5.50 | 5.55 | Rezultat | Uwagi |
| ---- | ----- | ---------------------- | --------------- | ---- | ---- | ---- | ---- | ---- | -------- | ----- |
| 1    | A     | Renaud Lavillenie      | Francja         | –    | –    | –    | –    | o    | 5.55     |       |
| 2    | B     | Maksym Mazuryk         | Ukraina         | –    | –    | xxo  | –    | o    | 5.55     |       |
| 3    | A     | Claudio Stecchi        | Włochy          | –    | xo   | –    | xo   | xo   | 5.55     | =PB   |
| 4    | A     | Björn Otto             | Niemcy          | –    | –    | –    | o    | –    | 5.50     |       |
| 4    | B     | Raphael Holzdeppe      | Niemcy          | –    | –    | –    | o    | –    | 5.50     |       |
| 4    | B     | Jan Kudlička           | Czechy          | –    | o    | –    | o    | –    | 5.50     |       |
| 7    | A     | Konstadínos Filippídis | Grecja          | –    | xxo  | –    | o    | –    | 5.50     |       |
| 8    | B     | Rasmus Jørgensen       | Dania           | o    | o    | o    | xo   | x–   | 5.50     | =PB   |
| 8    | B     | Sergey Kucheryanu      | Rosja           | –    | o    | –    | xo   | –    | 5.50     |       |
| 10   | B     | Igor Byczkow           | Hiszpania       | o    | xo   | –    | xo   | xx–  | 5.50     |       |
| 11   | B     | Malte Mohr             | Niemcy          | –    | –    | –    | xxo  | –    | 5.50     |       |
| 12   | B     | Jérôme Clavier         | Francja         | –    | o    | –    | xxx  |      | 5.30     |       |
| 12   | A     | Stanislau Tsivonchyk   | Białoruś        | –    | o    | xxx  |      |      | 5.30     |       |
| 14   | A     | Max Eaves              | Wielka Brytania | xo   | o    | –    | xxx  |      | 5.30     |       |
| 14   | A     | Dídac Salas            | Hiszpania       | xo   | o    | xxx  |      |      | 5.30     |       |
| 16   | B     | Eemeli Salomäki        | Finlandia       | –    | xo   | –    | xxx  |      | 5.30     |       |
| 16   | A     | Andrew Sutcliffe       | Wielka Brytania | o    | xo   | xxx  |      |      | 5.30     |       |
| 18   | A     | Jere Bergius           | Finlandia       | –    | xxo  | –    | –    | xxx  | 5.30     |       |
| 18   | A     | Robbert-Jan Jansen     | Holandia        | –    | xxo  | xxx  |      |      | 5.30     |       |
| 20   | B     | Luke Cutts             | Wielka Brytania | o    | xxx  |      |      |      | 5.10     |       |
|      | B     | Marco Boni             | Włochy          | xxx  |      |      |      |      | NM       |       |
|      | B     | Przemysław Czerwiński  | Polska          | –    | xxx  |      |      |      | NM       |       |
|      | A     | Alhaji Jeng            | Szwecja         | –    | –    | –    | xx–  | x    | NM       |       |
|      | B     | Edi Maia               | Portugalia      | xxx  |      |      |      |      | NM       |       |
|      | A     | Romain Mesnil          | Francja         | –    | –    | –    | –    | xxx  | NM       |       |
|      | A     | Pauls Pujāts           | Łotwa           | xxx  |      |      |      |      | NM       |       |
|      | B     | Nikandros Stylianou    | Cypr            | xxx  |      |      |      |      | NM       |       |
|      | A     | Denys Jurczenko        | Ukraina         | –    | –    | xxx  |      |      | NM       |       |

### Finał
| Poz. | Zawodnik               | Reprezentacja | 5.40 | 5.50 | 5.60 | 5.66 | 5.72 | 5.77 | 5.82 | 5.87 | 5.92 | 5.97 | 6.02 | Rezultat | Uwagi |
| ---- | ---------------------- | ------------- | ---- | ---- | ---- | ---- | ---- | ---- | ---- | ---- | ---- | ---- | ---- | -------- | ----- |
|      | Renaud Lavillenie      | Francja       | –    | –    | xo   | –    | –    | o    | xxo  | o    | o    | o    | xxx  | 5.97     | WL    |
|      | Björn Otto             | Niemcy        | –    | o    | –    | o    | –    | xxo  | xxo  | –    | xo   | –    | xxx  | 5.92     | PB    |
|      | Raphael Holzdeppe      | Niemcy        | –    | o    | –    | –    | o    | o    | xxx  |      |      |      |      | 5.77     | =SB   |
| 4    | Malte Mohr             | Niemcy        | –    | –    | o    | –    | –    | xo   | xxx  |      |      |      |      | 5.77     |       |
| 5    | Konstadínos Filippídis | Grecja        | –    | o    | –    | o    | xo   | xxx  |      |      |      |      |      | 5.72     | SB    |
| 6    | Jan Kudlička           | Czechy        | o    | –    | o    | –    | xx-  | x    |      |      |      |      |      | 5.60     |       |
| 7    | Rasmus Jørgensen       | Dania         | xxo  | xxo  | xxx  |      |      |      |      |      |      |      |      | 5.50     | =PB   |
| 8    | Maksym Mazuryk         | Ukraina       | xo   | –    | xxx  |      |      |      |      |      |      |      |      | 5.40     |       |
| 8    | Claudio Stecchi        | Włochy        | xo   | xxx  |      |      |      |      |      |      |      |      |      | 5.40     |       |
| 10   | Jérôme Clavier         | Francja       | xxo  | –    | xxx  |      |      |      |      |      |      |      |      | 5.40     |       |
| –    | Igor Byczkow           | Hiszpania     | xxx  |      |      |      |      |      |      |      |      |      |      | NM       |       |
| –    | Sergey Kucheryanu      | Rosja         | xxx  |      |      |      |      |      |      |      |      |      |      | NM       |       |
| –    | Stanislau Tsivonchyk   | Białoruś      | xxx  |      |      |      |      |      |      |      |      |      |      | NM       |       |